# 찰라 코르크마즈
찰라 코르크마즈(튀르키예어: Çağla Korkmaz, 1990년 11월 14일 ~ )는 튀르키예의 여자 축구 선수로 현재 독일 2. 프라우엔-분데스리가의 FC 뤼바르스에서 공격형 미드필더로 활동하고 있다.

## 클럽 경력
찰라 코르크마즈는 독일 뮌헨에서 터키계 부모의 딸로 태어났으며 2011-12 시즌에서는 FC 슈테른 뮌헨 1919 소속으로 활동했다. 2012년부터 2014년까지 FC 잉골슈타트 04 소속으로 활동하던 동안에는 29경기에 출전하여 11골을 기록했고 나중에 2. 프라우엔-분데스리가 소속 여자 축구 클럽인 1. FC 뤼바르스, VfL 볼프스부르크 II, TSV 쇼트 마인츠, SV 메펜 소속으로 활동했다.

## 국가대표 경력
찰라 코르크마즈는 2015년 2월 24일에 열린 조지아와의 친선 경기에 출전하면서 터키 여자 축구 국가대표팀 선수로 데뷔했다.